# R. K. Kumar
R. K. Kumar (Raghavachari Krishna Kumar; * 7. August 1942; † 3. Oktober 1999) war ein indischer Politiker der All India Anna Dravida Munnetra Kazhagam (AIADMK), der unter anderem von 1996 bis zu seinem Tod 1999 Mitglied der Rajya Sabha sowie 1998 für zwei Monate Staatsminister im Finanzministerium war.

## Leben
Kumar absolvierte nach dem Schulbesuch ein Studium der Handelsbetriebslehre, das er mit einem Bachelor of Commerce (B.Com.) abschloss, sowie ein weiteres Studium der Rechtswissenschaften, das er mit einem Bachelor of Laws (LL.B.) abschloss. Im Anschluss war er seit 1969 als Wirtschaftsprüfer in der Wirtschaftsprüfungsagentur Mohinder Puri and Co. tätig. Zwischenzeitlich war er von 1983 bis 1986 zudem auch Direktor der staatlichen Canara Bank mit Hauptsitz in Bangalore.
Mitte der 1990er Jahre begann Kumar sein politisches Engagement in der All India Anna Dravida Munnetra Kazhagam (AIADMK), eine 1972 entstandene Regionalpartei im südindischen Bundesstaat Tamil Nadu. Für diese wurde er am 3. April 1996 Mitglied der Rajya Sabha, des Oberhauses des indischen Parlaments, dem er bis zu seinem Tod am 3. Oktober 1999 angehörte.
Am 19. März 1998 wurde Kumar von Premierminister Atal Bihari Vajpayee zum Staatsminister für Bankwesen im Finanzministerium in dessen zweite Regierung berufen und übte dieses Amt bis zum 22. Mai 1998 aus. Er galt als enger Vertrauter von J. Jayalalithaa, der Vorsitzenden der AIADMK und mehrmaligen Chief Minister von Tamil Nadu.
Aus seiner Ehe mit Chandini Kumar gingen ein Sohn und eine Tochter hervor.